# Patchwork (album)
Patchwork – album Martyny Jakubowicz wydany w 1991 roku nakładem wytwórni MJM Music PL.

## Lista utworów

### LP
Strona 1
1. "Ardżuna i Kriszna" (M. Jakubowicz – A. Jakubowicz) – 3:44
2. "Małe nadzieje" (M. Jakubowicz – M. Jakubowicz, A. Jakubowicz) – 4:40
3. "To tylko taka gra" (M. Jakubowicz – M. Jakubowicz) – 3:40
4. "Stara taśma na moim Grundigu" (M. Jakubowicz, R. Rękosiewicz – A. Jakubowicz) – 3:45
5. "Kołysz mnie" (M. Jakubowicz, R. Rękosiewicz – M. Jakubowicz, A. Jakubowicz) – 4:08

Strona 2
1. "Kartka z kalendarza" (M. Jakubowicz – A. Jakubowicz) – 2:22
2. "Conquistador" (M. Jakubowicz – A. Jakubowicz) – 3:24
3. "Bóg już w tej firmie nie robi" (M. Jakubowicz – A. Jakubowicz) – 3:02
4. "Dom zachodzącego słońca" (M. Jakubowicz – A. Jakubowicz) – 3:49
5. "I wtedy właśnie" (M. Jakubowicz – A. Jakubowicz) – 3:30
6. "Śnieg dzień za dniem" (M. Jakubowicz – A. Jakubowicz) – 3:52

### CD
1. "Ardżuna i Kriszna" (M. Jakubowicz – A. Jakubowicz) – 3:44
2. "To tylko taka gra" (M. Jakubowicz – M. Jakubowicz) – 3:40
3. "Conquistador" (M. Jakubowicz – A. Jakubowicz) – 3:24
4. "Kołysz mnie" (M. Jakubowicz, R. Rękosiewicz – M. Jakubowicz, A. Jakubowicz) – 4:08
5. "Dom zachodzącego słońca" (M. Jakubowicz – A. Jakubowicz) – 3:49
6. "I wtedy właśnie" (M. Jakubowicz – A. Jakubowicz) – 3:30
7. "Kartka z kalendarza" (M. Jakubowicz – A. Jakubowicz) – 2:22
8. "Śnieg dzień za dniem" (M. Jakubowicz – A. Jakubowicz) – 3:52
9. "Stara taśma na moim Grundigu" (M. Jakubowicz, R. Rękosiewicz – A. Jakubowicz) – 3:45
10. "Małe nadzieje" (M. Jakubowicz – M. Jakubowicz, A. Jakubowicz) – 4:40
11. "Bóg już w tej firmie nie robi" (M. Jakubowicz – A. Jakubowicz) – 3:02
12. "Gdyby nie nasz fart" – 4:34 (bonus)

## Twórcy
- Martyna Jakubowicz – śpiew, gitara akustyczna
- Wojciech Waglewski – gitara, gitara akustyczna, mandolina
- Jerzy Piotrowski – perkusja, instrumenty perkusyjne
- Andrzej Rusek – gitara basowa
- Janusz Grzywacz – instrumenty perkusyjne
- Rafał Rękosiewicz – gitara, instrumenty perkusyjne, instrumenty klawiszowe, organy Hammonda, tamburyn
- Radosław Nowakowski – instrumenty perkusyjne

Personel
- Magdalena Hollender – projekt graficzny
- Wojciech Siwiecki – asystent
- Wojciech Przybylski – realizacja nagrań
- Marcin Jacobson – producent